# Cheval en Italie

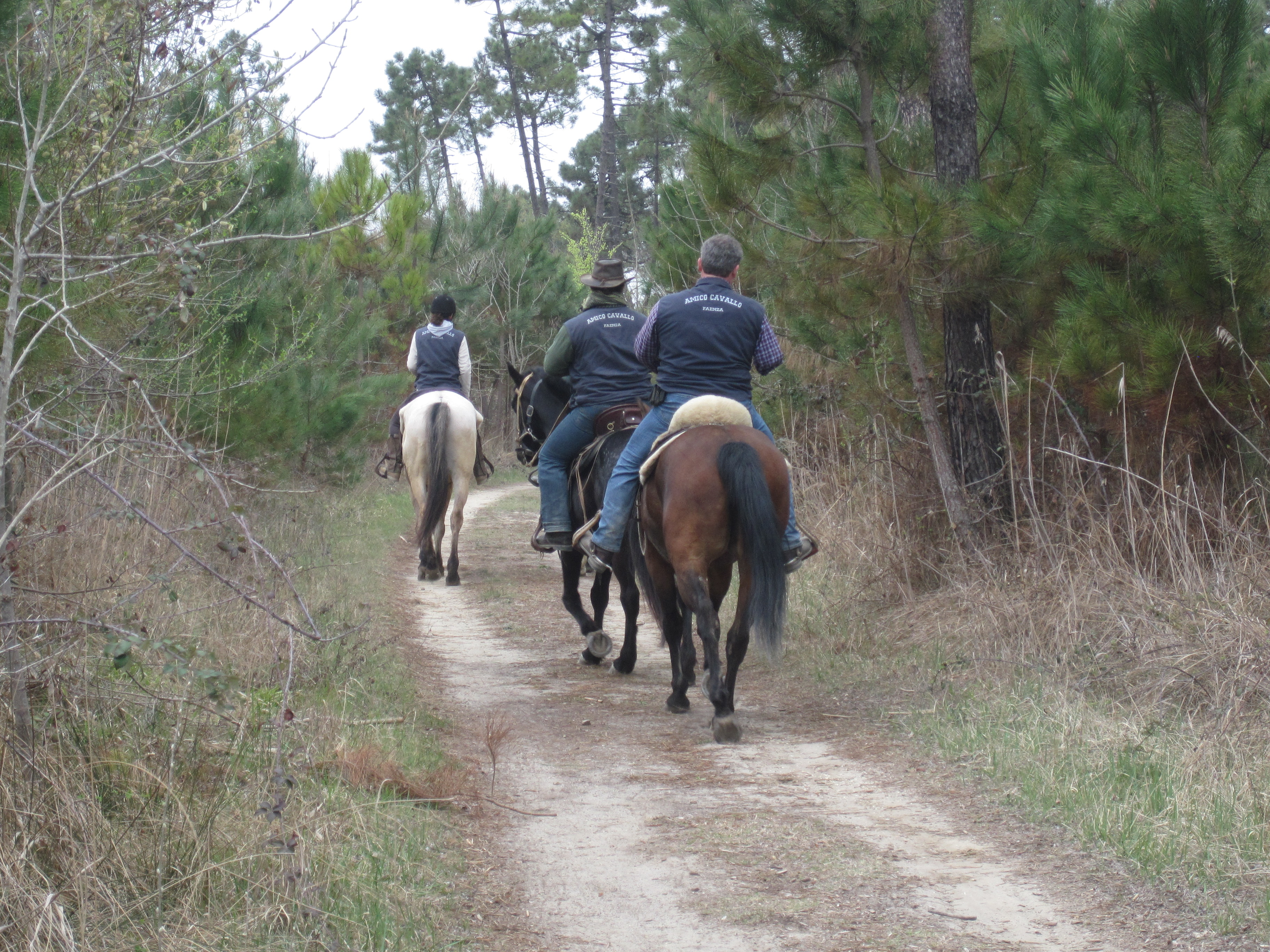
Promenade à cheval en Émilie-Romagne.

Le cheval en Italie (italien : cavallo) a connu des périodes contrastées quant à son importance historique, économique et culturelle au cours des siècles. Le pays comporte un grand nombre de races autochtones qui portent traditionnellement le nom des régions dont elles sont originaires. La Fédération italienne des sports équestres (it) (FISE) est l'organisme chargé de réglementer les activités équestres en Italie sous toutes ses formes. L’Agenzia per lo sviluppo del settore ippico (ASSI) assure quant à elle le suivi et la promotion des races de chevaux italiennes. Elle est également responsable des courses hippiques. Le cheval a également une place importante dans l'art et les traditions italiennes.

## Histoire

### Dans l'Antiquité
Les premiers chevaux ont probablement été introduits en Italie lors des conquêtes romaines. Ils proviennent de Perse, d’Espagne et de la province Norique, dans les Alpes centrales. Comme dans toute l'Europe de l'Ouest, le cheval joue un grand rôle dans le développement local.
Les Romains ne sont cependant pas un peuple cavalier. Dans l'armée, les mouvements de fantassins sont préférés à ceux de la cavalerie. Les troupes montées sont incorporées par Jules César plus tardivement pour attaquer les arrières ou les flancs des armées adverses. L'infanterie est alors encore trop solide pour être attaquée de front par des cavaliers. Ceux-ci manquent en effet de stabilité sur leur monture et peuvent être facilement désarçonnés.
Le cheval reste cependant un symbole de prestige dans la Rome impériale. Les chevaliers représentent ainsi le second ordre par ordre d'importance et de richesse dans la société romaine, juste derrière les sénateurs. Ses différents membres servent comme officiers dans les légions et ont donc sous leurs ordres des milliers de fantassins.

### Au Moyen Âge
A la chute de l'empire romain, la péninsule italienne est marquée à la fois par des invasions mais également par des luttes internes. Dans ce contexte guerrier, les techniques équestres s'affirment et de nouveaux outils sont mis à la disposition des cavaliers. C'est ainsi le cas de l'étrier, instrument fondamental de la cavalerie qui permet un meilleur appui et donc une meilleure tenue de la lance. Celle-ci transmet ainsi une puissance de choc considérable avec un cheval lancé au plein galop,.

### À la Renaissance
La Renaissance italienne est une période de grands changements culturels, et l'art équestre est l'un de ses volets. 
Alors que Ferdinand II d'Aragon conquiert le royaume de Naples en 1503, il apporte avec lui les connaissances espagnoles sur la mobilité de la cavalerie. Influencées par l'équitation arabe, ces techniques permettent une grande aisance de la cavalerie, souvent décisive au combat.

### AuXIXesiècle
Cette période est marquée par un désintéret marqué pour l'amélioration génétique des races locales. Mais le cheval ne perd pas pour autant de son intérête puisque les courses sont en revanche très prisées dans la péninsule italienne, en particulier les courses de trot, qui présentent un intérêt nouveau pour les italiens. Celles-ci sont assez réputées, et ce, notamment grâce à la présence d'élevages de trotteurs, notamment dans la région de Padoue, qui présente d'excellents sujets.

### AuXXesiècle

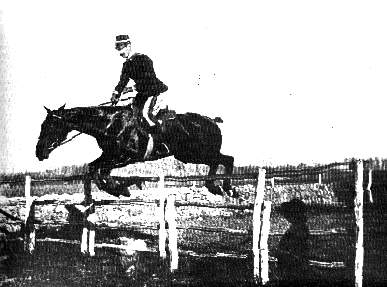
Federico Caprilli franchissant un obstacle.

Comme dans de la plupart des pays développés, l'Italie voit au cours du XXe siècle le cheval passer de l'état d'animal militaire et utilitaire du début du siècle à celui de compagnon de loisir et de sport.
En tant qu'animal militaire, le cheval perd progressivement de son utilité ne pouvant lutter face au trio tranchée-barbelé-mitrailleuse.
Durant la Seconde Guerre mondiale, l'Italie fait partie des quelques nations ayant encore des unités à cheval.
Sur le front de l'Est, la cavalerie italienne livre les dernières grandes charges de son histoire, notamment les 22 et 23 août 1942 à Ibuschenskij, pendant la bataille du Don.
Après la Seconde Guerre mondiale, le cheval gagne sa place dans le monde du sport et des loisirs dans un grand nombre de pays développés.
Les premiers cavaliers de sports équestres sont issus du monde militaire. Le saut d'obstacles moderne doit ainsi beaucoup à Federico Caprilli qui a révolutionné la discipline en inventant la position "en équilibre" qui permet de passer un obstacle avec un impact minimum sur le mouvement du cheval. Cet héritage a fortement marqué les sports équestres et permis l'arrivée de cavaliers italiens jusqu'au plus haut niveau international.
Les courses hippiques se sont également développées tout au long du XXe siècle. De grandes figures italiennes emblématiques apparaissent comme Federico Tesio, l'un des plus importants propriétaires et éleveurs italiens de Pur-sang ou encore le comte Paolo Orsi Mangelli qui a notamment amélioré le trotteur italien en pratiquant des croisements avec des trotteurs américains.

### AuXXIesiècle
Le début du XXIe siècle s'inscrit dans la continuité de la fin du siècle précédent quant à l'utilisation du cheval dans le cadre du sport et du loisir. Cependant la crise économique n'est pas sans impact sur le secteur hippique et équestre italien.

## Races de chevaux présentes en Italie

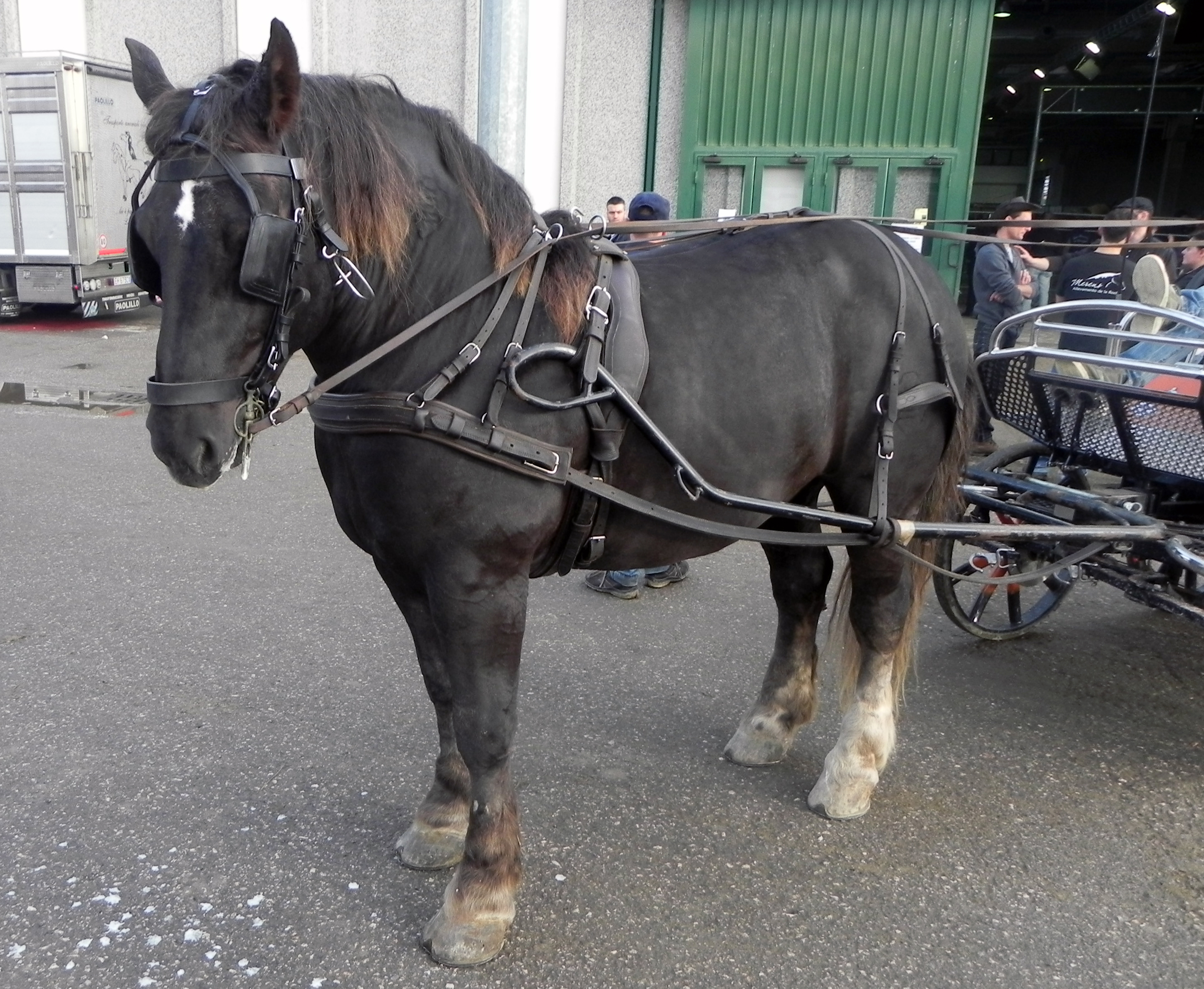
Un trait italien, seule race de trait italienne.

L'Italie est l'un des pays où l'on dénombre le plus grand nombre de races autochtones. On distingue trois types : les chevaux de selle ou chevaux légers, les chevaux de trait ou chevaux lourds, et les poneys. Beaucoup de ces races sont nées du croisement de chevaux autochtones avec des chevaux de races étrangères. Traditionnellement les races italiennes portent le nom des régions dans lesquelles elles se sont développées.
Le FAO donne une liste de 39 races de chevaux présentes actuellement ou par le passé dans la péninsule italienne.
Certaines races italiennes possèdent des certificats d'enregistrement de pedigree alors que d'autres font l'objet d'un enregistrement dans une base de données.
L'Associazione Italiana Allevatori (AIA), soit l'Association des éleveurs italiens, est chargée du suivi des races ayant des certificats d'enregistrement de pedigree, soit l'Avelignese, le Trait italien, le Maremmano, le Lipizzan, le Bardigiano et le Trotteur italien.
Les races faisant l'objet d'un enregistrement dans une base de données sont le cheval du Ventasso, le Norico, le cheval de Catria, le poney de l'Esperia, le Sanfratellano, le cheval de la Giara, le Murgese, le Tolfetano, le Poney de Monterufoli, le Cheval de Pentro, le Salernitano-Persano-Napoletano et le Sarcidano.

## Organismes et économie

### Organismes
La Fédération italienne des sports équestres, soit la Federazione Italiana Sport Equestri en italien (FISE), est l'organisme chargé de réglementer les activités équestres en Italie sous toutes ses formes. Créée à Rome en 1926 sous le nom de Société pour le cheval italien (Società  per il Cavallo italiano), elle prend le nom de FISE en 1999 d'après décrêt. Affiliée à la Fédération équestre internationale (FEI), c'est le seul représentant des sports équestres reconnu en Italie. Elle est donc soumise aux directives de la FEI ainsi que celles du Comité international olympique (CIO) et du Comité national olympique italien, soit le Comitato Olimpico Nazionale Italiano (CONI).
Depuis le décret n°111 du 15 juillet 2011, l’Agenzia per lo sviluppo del settore ippico (ASSI), en continuité du travail effectué par l'UNIRE (Unione Nazionale per l’Incremento delle Razze Equine) depuis 1932, assure le suivi et la promotion des races de chevaux italiennes. L'ASSI est un organisme de droit public dont le siège est à Rome. C'est un organisme doué d'autonomie financière, administrative et comptable, qui est sous la vigilance du Ministère des Politiques Agricoles et Forestières (Ministero delle Politiche Agricole e Forestali). De nombreuses missions sont assignées à l'ASSI dans les domaines de l'élevage, des concours équestres et des courses hippiques.

### Élevage
Malgré sa tradition équestre, l'élevage des chevaux en Italie est peu prolifique. L'élevage est avant tout local et les débouchés sont peu nombreux.
L'élevage équestre n'est pas différencié des autres élevages et est de ce fait sous la responsabilité de l'Association des éleveurs italiens, soit l'Associazione Italia Allevatori (AIA), qui œuvre depuis la fin de la Seconde Guerre mondiale, à la reconstruction zootechnique italienne. Un registre d'état civil équin a été fondé en 2003 permettant de recenser l'ensemble des chevaux dont le livre généalogique est tenu par l'ASSI, ceux appartenant au livre généalogique des races équines italiennes, ceux appartenant au registre d'état civil équin des races équines et asines à diffusion limitée, et ceux d'origine inconnue.

### Équitation
Les sports équestres sont réglementés au niveau national par la FISE.
C'est principalement dans la discipline du saut d'obstacles que les italiens se sont distingués depuis le début du XXe siècle. Aux Jeux olympiques, Tommaso Lequio remporte à Anvers en 1920 le titre individuel, tout comme Raimondo D'Inzeo à Rome en 1960, et Graziano Mancinelli à Munich en 1972.
En concours complet, Mauro Checcoli remporte le titre individuel tout comme l'équipe italienne aux Jeux de Tokyo en 1964(1964), et en 1980 aux Jeux de Moscou, Federico Roman (1980) remporte le titre individuel et l'équipe italienne est médaille d'argent. D'autres succès importants ont été obtenus par les cavaliers italiens lors des championnats mondiaux comme les médailles de Raimondo D'Inzeo au championnat du monde de saut d'obstacles de 1956 à Aix-la-Chapelle et de Venise en 1960, ainsi que celles de Piero D'Inzeo au championnat européen de Paris en 1959, et de Giulia Servanti au championnat européenn des amazones à Palerme en 1958.

### Sports hippiques
Les première courses officielles régulières ont lieu au début du XIXe siècle. Dans les courses de galop, les premiers chevaux et jockeys sont d'origine anglaise. Pour les courses de trot, de bons sujets sont en revanche élevés dans la région de Padoue. Le Jockey Club d'Italie est fondé en 1881, ce qui donne un caractère national aux courses hippiques.
Les courses hippiques sont sous la tutelle de l'ASSI. Il y a 53 hippodromes pour les courses de trot et de galop sur le territoire italien.

## Dans la culture

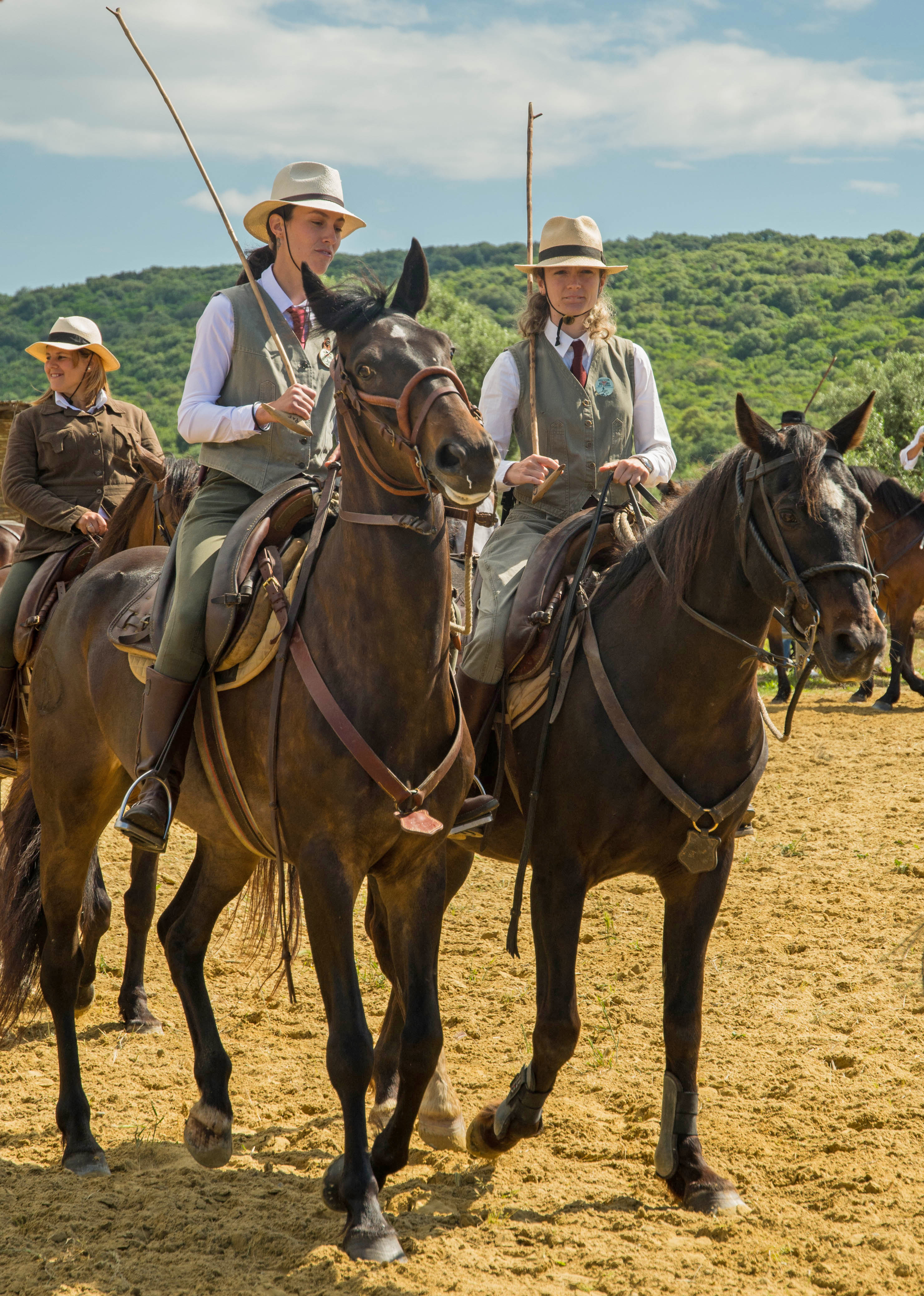
Butteri en Toscane.

### Dans l'art
C'est principalement à l'époque de la Renaissance italienne que le sujet du cheval est particulièrement repérésenté par les artistes italiens.
Paolo Uccello (1397-1475) représente des scènes de bataille à la composition géométrique et aux couleurs tranchées. Benozzo Gozzoli (1420-1497), Andrea Mantegna et le Titien campent eux aussi le cheval dans leurs tableaux.
Raphaël peint ses chevaux « obèses et de couleur claire » ; ceux de Guide et de Salvator Rosa sont de la même famille. Benvenuto Cellini créé une médaille de Pietro Bembo au revers de laquelle se trouve un Pégase très étudié. On lui attribue également un char de Phaëton que le duc d'Aumale tenait des princes de Condé ; c'est une des merveilles de Chantilly.
Le monument de Barnabé Visconti créé par Bonino da Campione à Milan, est de fière tournure. Léonard de Vinci est passionné d'anatomie équine, et se fait connaître par son projet de statue équestre, la plus grande et la plus ambitieuse à son époque, le Cheval de Léonard, en l'honneur de François Sforza. Les statues équestres de Gattamelata, par Donatello, et de Bartolomeo Colleoni, par Verrocchio, proches par bien des aspects, sont elles aussi remarquables de par l'attention portée à l'anatomie.

### Traditions
Le Palio de Sienne (Palio delle Contrade) est le plus connu des Palio italiens. Cette course de chevaux a lieu chaque année le 2 juillet et le 16 août sur la Piazza del Campo à Sienne. La course se court à dix chevaux. Sienne étant composée de dix-dept contrades, un tirage au sort est réalisé pour connaître les contrades représentées. Chaque quartier de la ville tiré au sort est représenté par un cavalier et son cheval. La course est précédée d'une grande parade très populaire.
Les Butteri représentent également une autre tradition équestre. En Toscane, ces gardiens de troupeaux passent leur journée à cheval sur leurs chevaux maremmano à surveiller, trier et conduire le bétail, et ce, en toute saison et par tout temps. Cette tradition relève cependant du folklore car il existe peu de fermes et de vastes étendues permettant de pratiquer ce mode d'élevage.